# Балканска национална купа
Балканска купа е европейски футболен турнир, провеждан от 1929 и до 1980 г. между държавите от Балканския полуостров.
В първия турнир участват отборите на България, Румъния, Югославия и Гърция, като мачовете между тях са играни за 3 години от 1929 до 1931 г. Всички отбори играят помежду си при разменени домакинства, след което се начисляват точки (2 точки за победа и 1 за равенство). Два мача преди края Румъния побеждава Югославия като гост с 4-2 и си осигурява първото място, като завършва с 5 победи и 1 загуба с 3-5 от България.
През следващите години системата се променя, като всички отбори играят по веднъж помежду си и вместо 3-годишен цикъл първенството завършва за 1 седмица в една страна-домакин. Победителят се определя по точки и голова разлика.
България става балкански шампион през 1931 г. в София при 3 участници и отново през 1932 г. в Белград при 4 участници. От 1932 до 1935 г. купата се разиграва между същите 4 отбора в Букурещ, Атина и София. 
Най-равностойна е борбата за първото място през 1935 г. Двата първи отбора завършват с еднакви точки, равни голови разлики и равен мач помежду им (3-3) – домакинът България с 5 т., 12:5 (+7) и Югославия с 5 т., 11:4 (+7). По това време не се дава приоритет на броя отбелязани голове, а на съотношението „отбелязани към допуснати голове“. С 2,75 срещу 2,4 купата е присъдена на югославския отбор. България оспорва класирането. Дебатите продължават няколко месеца. Накрая комитетът на Балканската купа взима решение да се изиграе допълнителен мач между България и Югославия, който да определи победителя. Югославия отказва да участва в него и през пролетта на 1936 г, купата е върната на България и тя е провъзгласена за балкански шампион за 1935 г. Така приключва един десетмесечен спор. През 1936 г. в Букурещ отново играят 3 отбора, след което първенството прекъсва за 10 години, включващи периода на Втората световна война.
Турнирът се възстановява през 1946 г., но Гърция отказва да участва и е заменена от Албания, която печели турнира през същата 1946 г. с победа над Румъния с 1-0 във финалния мач.
През 1947 г. Унгария участва в турнира и, както Албания, го печели още с първото си участие. Унгария е световна футболна сила по онова време и побеждава и в четирите мача с голова разлика 18-2.
През 1948 г. отборите са увеличени на 7 с включването на Полша и Чехословакия. Този турнир не е завършен поради неизвестни причини. Унгария е начело на групата при отмяната на турнира.
Турнирът за Купата не се провежда до 1973 г., когато груповата фаза е заменена от система с преки елиминации от 2 мача при разменено гостуване. Само 4 отбора се състезават – Румъния, България, Турция и Гърция. Мачовете се играят от 1973 до 1976 г. България печели 4-та си титла при разменени домакински победи с Румъния (1:0 и 2:3), след като вкарва 2 гола във 2-рия мач и има повече отбелязани голове като гост.
1980 е последната година, в която се провежда турнирът за Балканската купа. С възвръщането на Югославия участват 5 страни, разделени в 2 групи – от 3 и 2 отбора, а победителите в групите играят финал. Всички мачове са при разменено гостуване. Румъния печели турнира след загуба от Югославия с 0-2 и домашна победа с 4-1. ,

## Финали
| Сезон   | Победител            | Резултат                                          | Втори                |                      |
| ------- | -------------------- | ------------------------------------------------- | -------------------- | -------------------- |
| 1977/80 | Румъния              | 0 – 2, 4 – 1 (два мача)                           | Югославия            |                      |
| 1973/76 | България             | 1 – 0, 2 – 3 (два мача)                           | Румъния              |                      |
| 1948    | Турнирът не завършва | Турнирът не завършва                              | Турнирът не завършва | Турнирът не завършва |
| 1947    | Унгария              | 8 точки – 6 точки (групова фаза)                  | Югославия            |                      |
| 1946    | Албания              | 4 т.,6:4 – 4 т.,6:5 (групова фаза)                | Югославия            |                      |
| 1936    | Румъния              | 4 т. – 2 т. (групова фаза)                        | България             |                      |
| 1935    | България             | 5 т.,11:4 (2,75) – 5 т.,12:5 (2,4) (групова фаза) | Югославия            |                      |
| 1934/35 | Югославия            | 4 т. – 3 т. (групова фаза)                        | Гърция               |                      |
| 1933    | Румъния              | 6 т. – 4 т. (групова фаза)                        | Югославия            |                      |
| 1932    | България             | 6 т. – 4 т. (групова фаза)                        | Югославия            |                      |
| 1931    | България             | 4 т. – 2 т. (групова фаза)                        | Турция               |                      |
| 1929/31 | Румъния              | 10 т. – 6 т. (групова фаза)                       | Югославия            |                      |